# Pretoria Challenger 1990
Il Pretoria Challenger 1990 è stato un torneo di tennis facente parte della categoria ATP Challenger Series nell'ambito dell'ATP Challenger Series 1990. Il montepremi del torneo era di $25 000 ed esso si è svolto nella settimana tra il 23 aprile e il 28 aprile 1990 su campi indoor in cemento. Il torneo si è giocato a Pretoria in Sudafrica.

## Vincitori

### Singolare
Martin Sinner ha sconfitto in finale  Wayne Ferreira con il punteggio di 6–4, 6–4.

### Doppio
Mark Keil /  Scott Patridge hanno sconfitto in finale  Stefan Kruger /  Greg Van Emburgh con il punteggio di 6–7, 6–4, 6–4.